# Cirurgia corretora do estrabismo

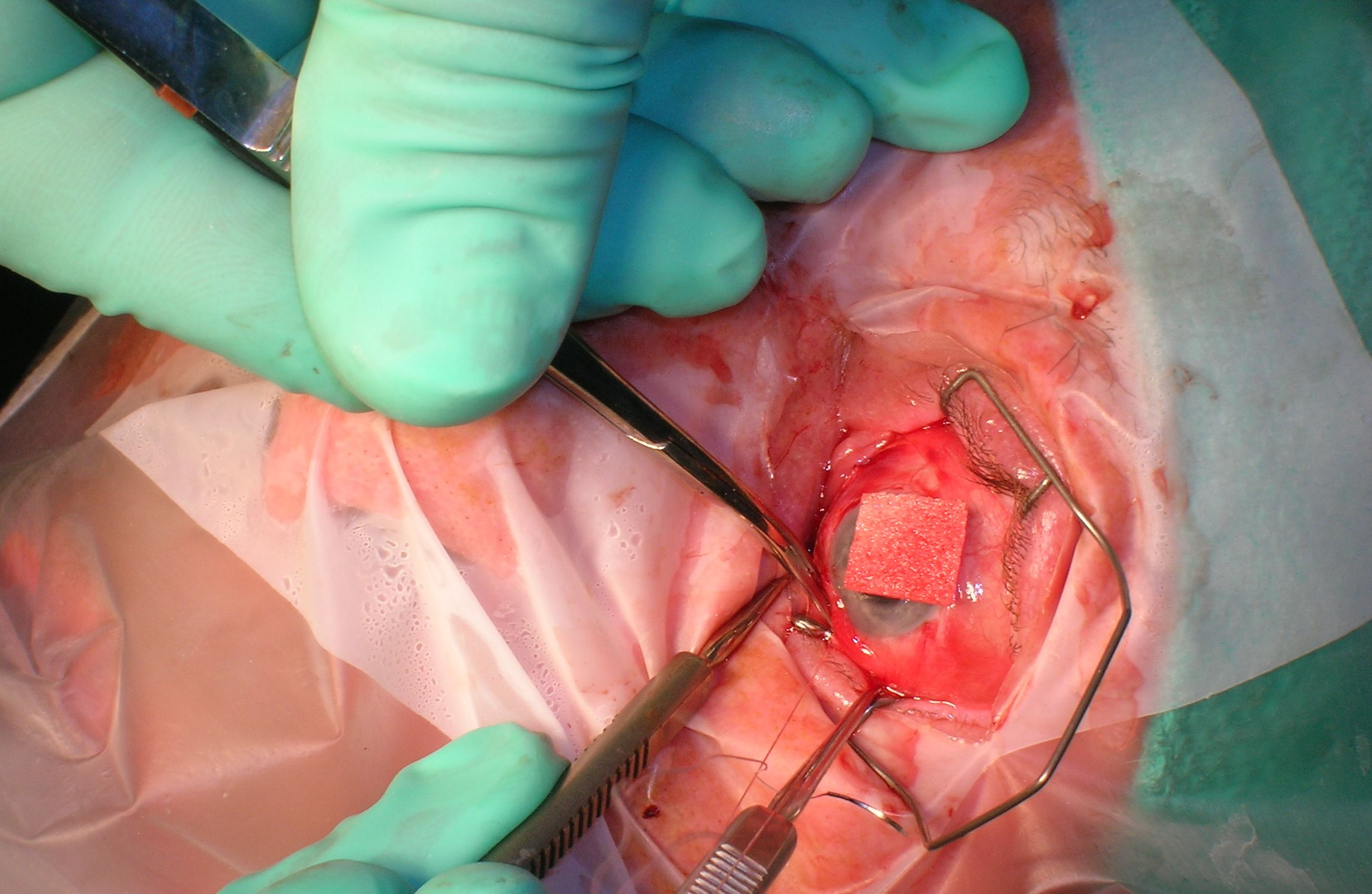
Isolamento do músculo reto inferior

A cirurgia corretora do estrabismo (também conhecida como cirurgia dos múscolos extraoculares, cirurgia do músculo ocular ou cirurgia do desvio ocular) é a cirurgia dos músculos extraoculares para corrigir o estrabismo, o desalinhamento dos olhos. Totalizando aproximadamente 1,2 milhão de procedimentos em cada ano, a cirurgia dos músculos extraoculares é a terceira cirurgia ocular mais comum nos Estados Unidos.  Sabe-se que a primeira intervenção cirúrgica bem-sucedida para correção do estrabismo foi realizada  em 26 de outubro de 1839 por Johann Friedrich Dieffenbach numa criança esotrópica (estrabismo convergente), de 7 anos de idade, e que William Gibson de Baltimore, um cirurgião geral e professor da Universidade de Maryland, fizera várias tentativas infrutíferas em 1818. 
A ideia de tratar o estrabismo cortando algumas fibras dos musculos extraoculares foi publicada nos jornais americanos por John Scudder, oculista de Nova Iorque, em 1837. 

## Tipos

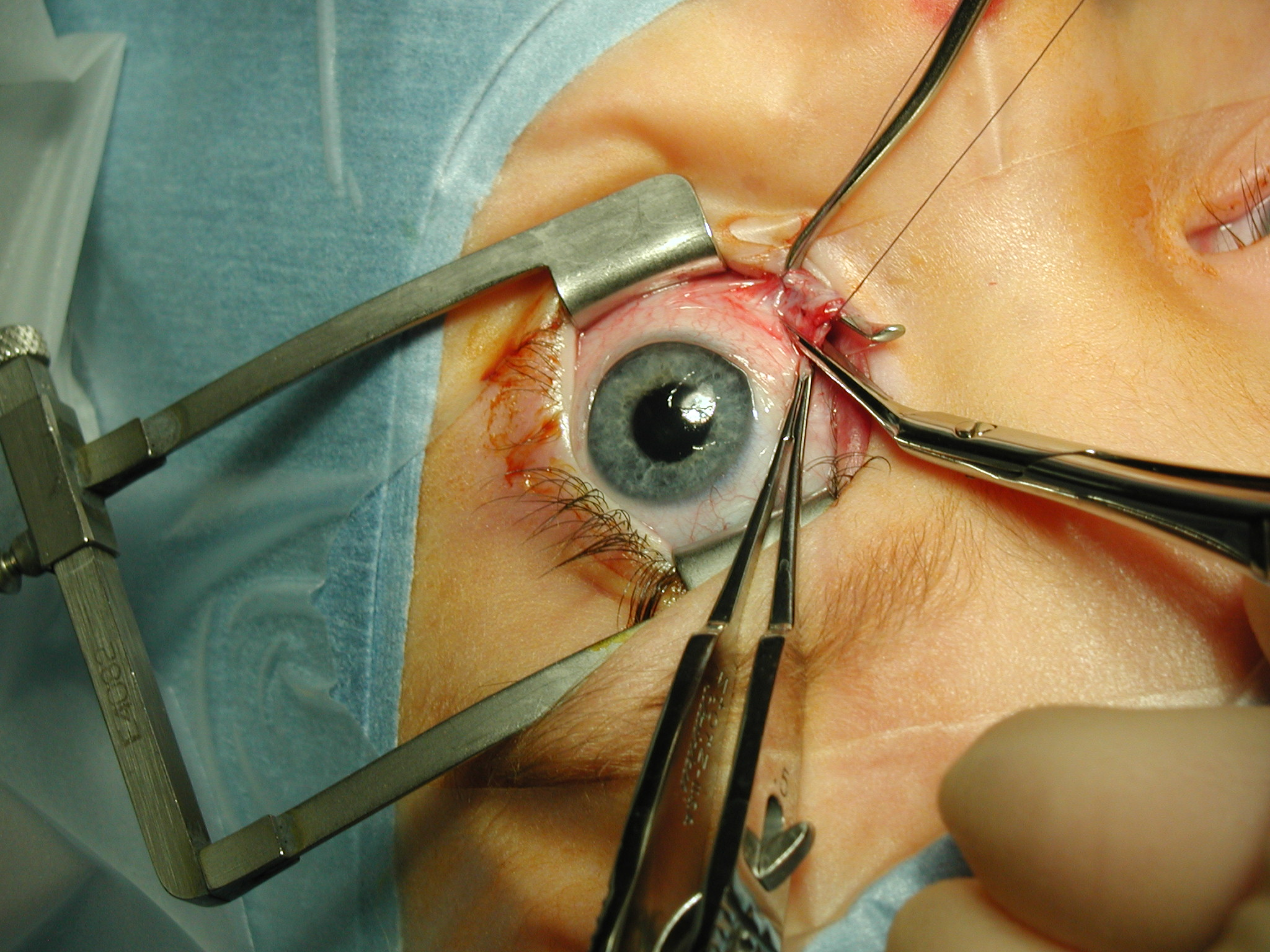
Desinserção do músculo reto mediano

- As cirurgias do múscolo ocular destinam-se geralmente a corrigir o estrabismo e incluem o seguinte: [4] [5]
  - procedimentos de distensão/estiramento 
    - a recessão envolve a retroinserção de um músculo
    - a miectomia
    - a miotomia
    - a tenectomia
    - a tenotomia

  - procedimentos de contração/retraimento 
    - a ressecção envolve a separação de um dos músculos oculares, removendo uma parte do músculo da extremidade distal do músculo e voltando a fixar o músculo ao olho [6]
    - o encurtamento
    - o avanço é a deslocação de um músculo ocular da sua posição original de fixação ao globo ocular para uma posição mais anterior

  - procedimentos de transposição/reposicionamento
  - a cirurgia de sutura ajustável é uma técnica que se destina a voltar a fixar um músculo extraocular por meio de um ponto que pode ser encurtado ou alongado no primeiro dia do pós-operatório, para obter um melhor alinhamento ocular. [7] [8]

A cirurgia corretora do estrabismo é um procedimento realizado num único dia. O paciente passa apenas umas horas no hospital com uma preparação pré-operatória mínima. A duração média da cirurgia é variável. Depois da cirurgia, o paciente deve esperar dor e vermelhidão. Nas reintervenções, é expectável que haja um grau importante de dor. A ressecção dos músculos é mais dolorosa no período pós-operatório do que a recessão. Também deixa vermelhidão que perdura e pode ocorrer émese no início do período pós-operatório. 
O cirurgião receitará ao paciente uma cobertura ocular para impedir a luz de entrar no olho afetado. É recomendável que o paciente a use, dado que o estímulo ocular (p. ex., a luz, a rotação dos olhos) causarão desconforto. 

## Resultados

### Alinhamento e alterações funcionais
Híper e hipocorreção: a intervenção cirúrgica pode resultar no equilíbrio normal dos olhos (ortoforia) ou quase, ou pode resultar em situações de híper ou hipocorreção que podem exigir tratamento adicional ou nova intervenção cirúrgica. A probabilidade de os olhos se manterem alinhados a mais longo prazo é maior se o paciente for capaz de obter um certo grau de fusão binocular após a cirurgia. Num estudo sobre esotropia infantil envolvendo pacientes que tinham uma esotropia de pequeno ângulo (8 dioptrias) ou uma exotropia de pequeno ângulo do mesmo valor seis meses após a intervenção concluiu-se que aqueles que tinham esotropia de pequeno ângulo eram mais propensos a terem os olhos alinhados cinco anos após a intervenção do que os que tinham exotropia de pequeno ângulo.  Há elementos que comprovam que as crianças com esotropia infantil obtêm melhor visão binocular no pós-operatório se o tratamento cirúrgico for realizado o mais cedo possível (ver: esotropia infantil # cirurgia). 
Outros desvios: a cirurgia corretora do estrabismo para patologias do músculo oblíquo pode resultar no desalinhamento consecutivo dos olhos. Em primeiro lugar, pode ocorrer desvio vertical dissociado. Há indicações de que a gravidade deste desvio pode ser menor se a criança for operada numa idade precoce.  Em segundo lulugar, a cirurgia corretora do estrabismo também pode redundar em ciclodesvio ocular subjetivo e objetivo, resultando possivelmente em cicloforia e visão dupla rotacional (ciclodiplopia) se o sistema visual não a puder compensar.  
Para as cirurgias do músculo reto horizontal, sabe-se que os desvios verticais, padrões A e V e a cicloforia podem ser antecipados ou evitados tomando certas precauções ao nível cirúrgico. 
Considerações funcionais: um resultado frequente de uma cirurgia corretora do estrabismo é a microforia consecutiva (também conhecida como síndrome de monofixação). 
Melhorias funcionais e outros benefícios: considerou-se durante muito tempo que os pacientes adultos com estrabismo de longa duração só conseguiam obter uma melhoria cosmética; nos últimos anos, tem havido casos em que tem ocorrido fusão sensorial também neste tipo de pacientes desde que o alinhamento motor pós-operatório tenha sido perfeito.  Em caso de desvio convergente pré-operatório, a correção alarga o campo visual binocular do paciente, melhorando a visão periférica. Além disso, o restabelecimento do alinhamento oculomotor pode trazer ao paciente benefícios psicossociais e económicos (ver também: Efeitos psicossociais do estrabismo).  

### Complicações
A diplopia ocorre com relativa frequência nas primeiras semanas após a cirurgia. 
As complicações que ocorrem raramente ou muito raramente após a cirurgia incluem: infeção ocular, hemorragia em caso de perfuração da esclera, deslizamento ou descolamento do músculo, ou mesmo perda de visão. 
A cirurgia do músculo ocular implica um período de cicatrização (fibrose); se o processo cicatricial for extenso, pode tomar a forma de tecido granulado e vermelho no globo ocular. A fibrose pode ser reduzida utilizando mitomicina C durante a cirurgia. 
Uma técnica relativamente nova, desenvolvida primeiramente pelo oftalmologista suíço Daniel Mojon, é a cirurgia minimamente invasiva do estrabismo (MISS)   que tem o potencial de reduzir o risco de complicações e de resultar numa reabilitação visual e numa cicatrização mais rápidas. Efetuadas através de microscópio cirúrgico, as incisões na conjuntiva são muito menores do que na cirurgia corretora do estrabismo convencional. Um estudo publicado em 2017 documentava menor número de complicações com edema conjuntival e palpebral no período pós-operatório imediato depois de uma MISS, com resultados de longo prazo semelhantes entre os dois grupos.  A MISS pode ser utilizada para efetuar todos os tipos de cirurgias corretoras do estrabismo, nomeadamente recessões, ressecções, transposições e plicaturas do músculo reto mesmo na presença de motilidade limitada. 
Só muito raramente ocorrem complicações potencialmente fatais durante a cirurgia corretora do estrabismo devido a reflexo oculocárdico .     